# 잉리트 피서르
잉리트 루이서 피서르(네덜란드어: Ingrid Louise Visser, 1977년 6월 4일 ~ 2013년 5월 14일)는 네덜란드의 여자 배구 선수로 포지션은 미들블로커였다.

## 생애
1994년에 네덜란드 여자 배구 국가대표팀 선수로 데뷔했으며 네덜란드에서 개최된 1995년 유럽 여자 배구 선수권 대회에서 네덜란드의 우승에 기여했다. 네덜란드 여자 배구 국가대표팀에서 주장을 맡았고 1996년 애틀랜타 하계 올림픽에서는 5위를 차지했다.
네덜란드, 이탈리아 브라질, 터키, 스페인, 러시아, 아제르바이잔의 여자 배구 클럽에서 활동했다. 2000-01 CEV 여자 챌린지컵에서 비첸차 발리의 우승에 기여했고 2003-04 CEV 여자 챔피언스리그에서 CV 테네리페의 우승에 기여했다. 중국에서 개최된 2007년 FIVB 여자 배구 월드 그랑프리에서 네덜란드의 우승에 기여했으며 폴란드에서 개최된 2009년 유럽 여자 배구 선수권 대회에서 네덜란드의 준우승에 기여했다.
2013년 5월 13일에 스페인 무르시아 지방에 위치한 몰리나데세구라에서 자신의 남자친구와 함께 호텔 예약을 마친 이후에 실종되었고, 2주 후인 5월 27일에 남자친구와 함께 숨진 채로 발견되었다.